# Profesor Moriarty
James Moriarty (IPA: [dʒeɪmz ˌmɔːriˈɑːti]) – fikcyjna postać z twórczości Arthura Conana Doyle’a, profesor, wybitny matematyk i geniusz zła, nazywany przez autora Napoleonem zbrodni.
Wzmiankowany w pięciu opowiadaniach o Sherlocku Holmesie. Owiany zawsze nimbem tajemniczości, szczegółowe informacje o nim pojawiają się nielicznie w różnych utworach.
Pozycję najgroźniejszego wroga Holmesa zdobył niemal doprowadzając do śmierci detektywa. Poza tym bowiem nie pojawia się szczególnie często w opowiadaniach czy powieściach, a na głównego antagonistę wykreowały go w dużej mierze ekranizacje.

## Życiorys
Pochodził prawdopodobnie z niezamożnej rodziny z zachodniej Anglii. Jego młodszy brat był zawiadowcą małej stacji kolejowej, drugi z braci, prawdopodobnie również James, pułkownikiem armii brytyjskiej. Conan Doyle przypisuje profesorowi dziedziczne skłonności do przestępstwa, nie wspominając przy tym dokładniej o jego zbrodniczych przodkach.
Od wczesnej młodości objawiał zdolności matematyczne. W wieku 22 lat opublikował traktat matematyczny na temat dwumianu Newtona (A Treatise on the Binomial Theorem), który przyniósł mu europejską sławę. W wieku 30 lat był profesorem jednego z mniejszych brytyjskich uniwersytetów.
Po pewnym czasie mieszkania w Londynie, nie porzuciwszy kariery naukowej, stanął na czele zorganizowanej grupy przestępczej, zajmującej się m.in. morderstwami i rabunkami na zlecenie. Dzięki wybitnemu umysłowi potrafił zapewnić bezkarność przestępczemu procederowi. Wiele popełnionych przez jego organizację zbrodni pozostawało niewykrytych lub zostało uznanych przez policję za nieszczęśliwe wypadki. Jedynie Sherlockowi Holmesowi udało się ujawnić tajemnicę jego gangu. W wielu utworach pojawia się motyw walki wielkiego detektywa z Napoleonem zbrodni. Dwa razy dochodzi do bezpośredniego spotkania postaci. Pierwsze spotkanie ma charakter wrogiej, ale eleganckiej dyskusji dwóch dżentelmenów.
Podczas drugiego spotkania (opowiadanie Ostatnia zagadka), profesor razem ze swym antagonistą, Sherlockiem Holmesem, po bójce spadają z wodospadu Reichenbach w Szwajcarii. Protesty czytelników skłoniły autora do zmiany zamierzeń i w kolejnych utworach okazało się, że było to jedynie usiłowanie zabójstwa.

## Moriarty w kulturze
Postać prof. Moriarty’ego stała się swego rodzaju ikoną genialnego przestępcy. Występuje w wielu utworach literackich, komiksach, filmach, grach komputerowych, często niemających żadnego innego związku z twórczością Conana Doyle’a.
Występuje m.in. w filmie Sherlock Holmes, serialach Sherlock i  Elementary. Jego nazwisko nosił niedoszły zabójca tytułowego bohatera serialu medycznego Dr House, wzorowanego z kolei na postaci samego Holmesa. Jest antagonistą w filmie i komiksie Liga Niezwykłych Dżentelmenów. Sparodiowany profesor pojawia się w komedii Przygody najsprytniejszego z braci Holmesów. Domniemane pierwsze spotkanie Holmesa i Moriarty’ego przedstawia Piramida strachu. Historie Moriarty’ego i jego rodziny ukazuje manga Moriarty i ekranizacja w formie anime.